# Limnichoderus magnus
Limnichoderus magnus är en skalbaggsart som beskrevs av Wooldridge 1981. Limnichoderus magnus ingår i släktet Limnichoderus och familjen lerstrandbaggar. Inga underarter finns listade i Catalogue of Life.